# Lucius Vipstanus Gallus
Lucius Vipstanus Gallus (fl. 17, d. 17) était un homme politique de l'Empire romain.

## Vie
Il fut préteur en 17, l'année de sa mort.
Il s'est marié avec Valeria, fille de Marcus Valerius Messalla Messallinus et de sa femme Claudia Marcella Minor. Ils ont eu pour fils Lucius Vipstanus Publicola et Gaius Vipstanus Messalla Gallus.